# 弗里茨·霍夫曼

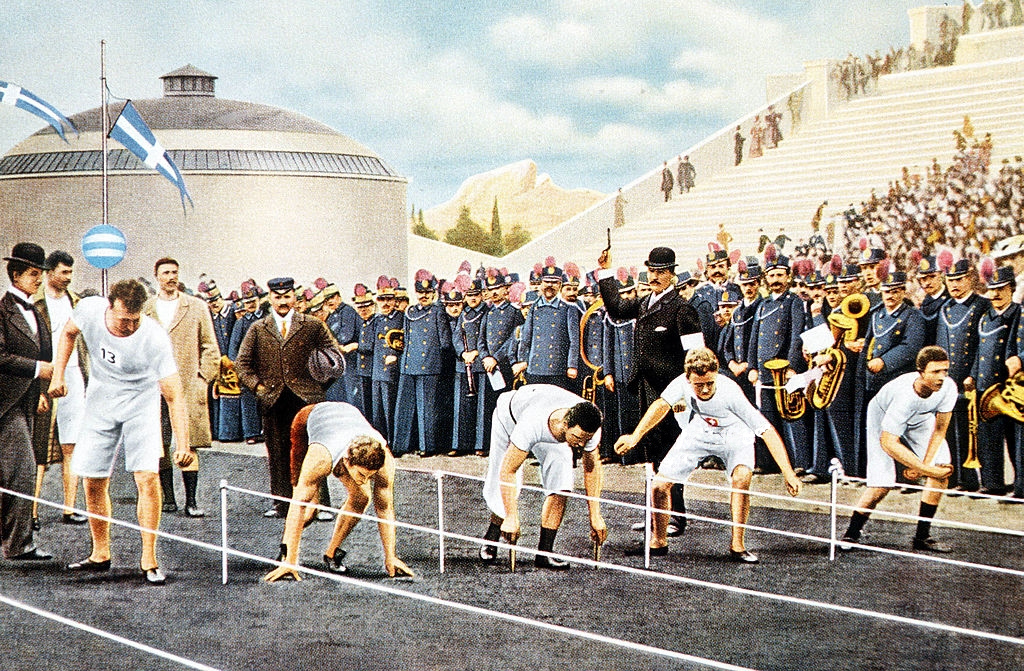
1896年夏季奧林匹克運動會田徑100公尺

弗里茨·霍夫曼（德語：Fritz Hofmann，1871年6月19日—1927年7月14日），德国男子田径、竞技体操运动员。他曾获得1896年夏季奥运会体操比赛男子团体单杠、男子团体双杠金牌和男子攀绳铜牌。此外他还在田径比赛上获得男子100米银牌。

## 外部連結
- 弗里茨·霍夫曼在国际奥林匹克委员会的资料